# スーパーファミコン互換機
スーパーファミコン互換機（スーパーファミコンごかんき）とは各社から発売されたゲーム機の総称であり、任天堂が製造・発売をしたスーパーファミコン及び海外向け仕様品のSuper Nintendo Entertainment System(SNES)と同一あるいは類似した機能を有し、スーパーファミコン・SNES用ソフトを起動できるものを指す。製品には任天堂からライセンスを受けたものと受けていないものが存在しており、ライセンスを受けていない製品の方が圧倒的に多い。2011年頃から特許権が消滅したことによりライセンスがなくても合法的に日本国内で販売されるようになった。

## 特徴
ライセンスを受けていない互換機の中にはファミリーコンピュータ（ファミコン）及び海外向け仕様品のNintendo Entertainment System(NES)用ソフトも併用できるようにスロットを2つ設けている物や、アダプターを使用することによってファミコンやメガドライブ、ゲームボーイアドバンスといった他のゲーム機のソフトが使用できる物、液晶画面を備えた携帯ゲーム機仕様の物も存在する。非ライセンス品の互換機はオリジナルのスーパーファミコン・SNESにあるリージョンプロテクトがなく、海外向けSNES用ソフトを無改造で使用できる物も多い。
また、地上波デジタル放送に対応した現代のハイビジョンテレビ(HDTV)に接続できるように、スーパーファミコン・SNESが主力機であった1990年代には規格として存在しなかったHDMI出力端子や、さらにはアップコンバート機能も備えている物も存在する。HDMI機能を備えていない機種については携帯機タイプを除いて通常のRCAコンポジット端子を備えたものが大半であり、すなわち市販のAVケーブルがそのまま使用でき、SHVC-008などの任天堂製ゲーム機専用のAVケーブルを購入する必要はない。

## 互換性の問題
ノンライセンス品には以下の問題を抱えた商品もある。
- ファミコン互換機と同様の問題を抱えており、機種によっては一部のソフト（特に中期以降のソフトや、特殊チップを搭載したもの）やコントローラポートを2つ塞ぐ形のサードパーティ製コントローラが正常に動作しない。
- ノンライセンス品の互換機は拡張端子を備えないため、サテラビューは使用できない[5]。
- 互換機によってはコントローラのコネクタ周りが独自仕様のものがあり、その場合は純正品のコントローラや、サードパーティ製のコントローラで純正品のスーパーファミコン・SNES本体に挿入することを想定した物が使用できない。
- 互換機によってはカセットの挿入口が純正品のスーパーファミコン・SNES本体より深くなっている場合があり、通常のカートリッジに比べて上部の幅が広くなっている一部のカートリッジ挿入口に挿入する周辺機器（任天堂のライセンス品ではスーファミターボやXBAND[6]など、非ライセンス品ではプロアクションリプレイやエックスターミネーターなどの改造ツールなど）が使用できないことがある。

## 互換機一覧

### ライセンス製品

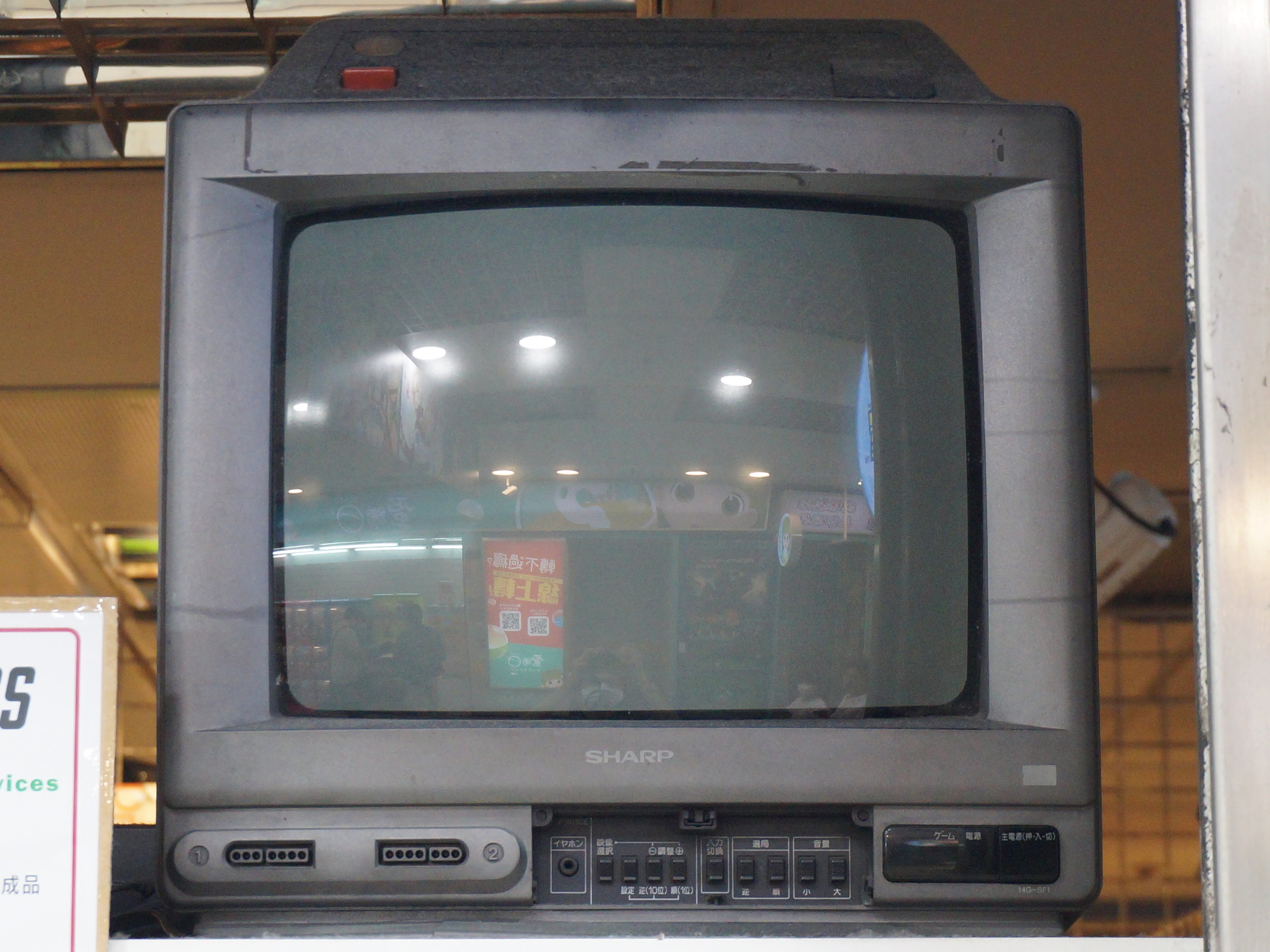
14G-SF1

- SF1 - シャープが1990年に日本国内で発売したスーパーファミコン内蔵テレビ。
- Super COMBOY - ハイニックス半導体が前身の現代電子産業時代の1992年に大韓民国で発売したゲーム機。
- PlayStation[7] - ソニーが開発し、カートリッジ及び「Super Disc規格」のCD-ROM[8]に対応したゲーム機。1991年に発表したが開発中止[9]。

### ノンライセンス製品
据置型ゲーム機
- スーパーファミコン(SNES)単独の互換機
  - Super Nt（英語版）
  - エスエフシーコンパクト

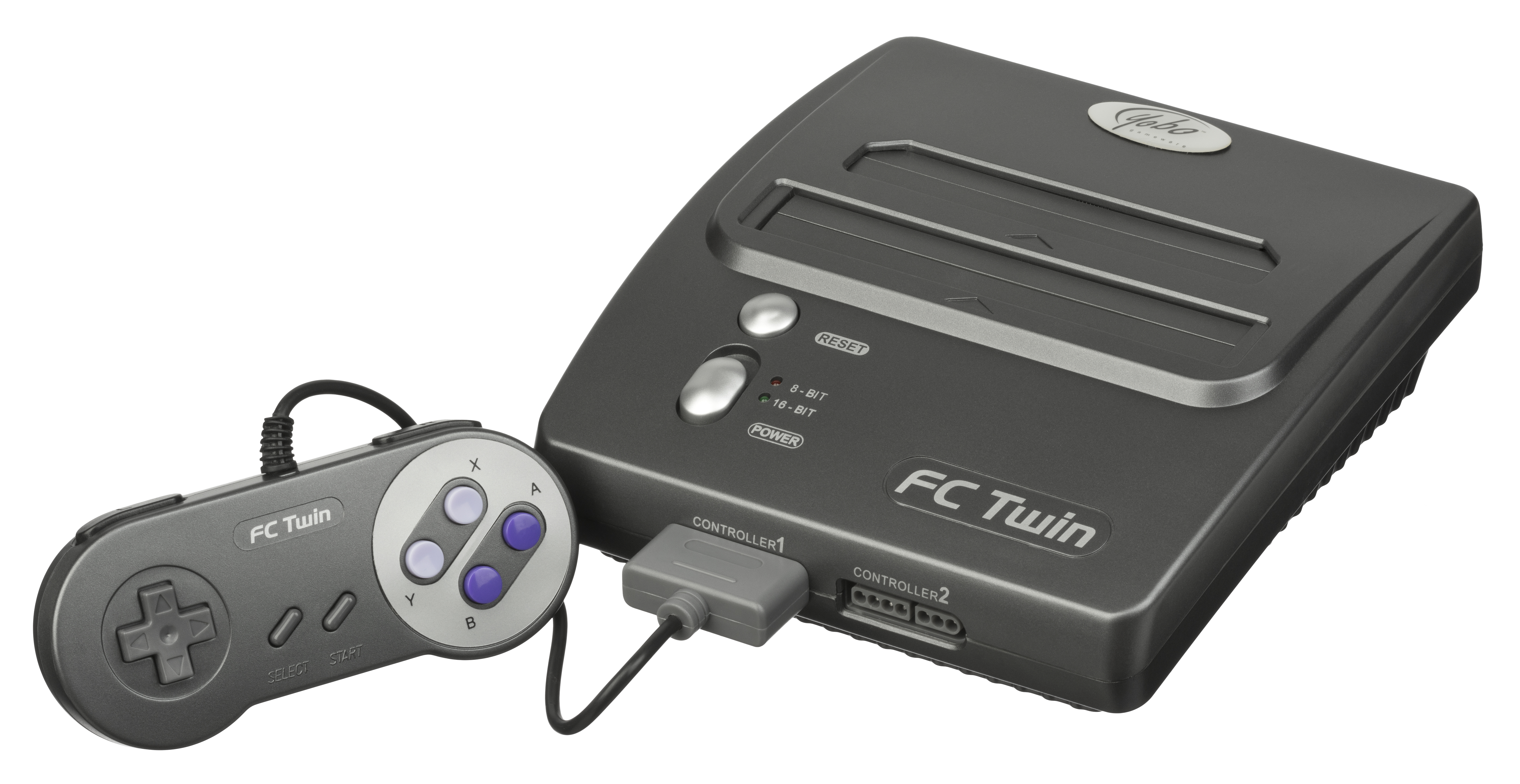
FC Twin

- ファミリコンピュータ（ファミコン）もしくはNESとの複合互換機
  - 64トライスター - 単体では動作せずNINTENDO 64に挿入して使用する。任天堂が保有する特許権が消滅する以前の1999年頃から日本国内で唯一正規流通していた互換機である。
  - FC DUAL
  - FC Twin
  - FC X2
  - 2in1マルチゲーム
  - スーパーニコファミ
  - ウルトラファミリーコンボ
- ファミコン(NES)、メガドライブ(GENESIS)との複合互換機
  - RetroN 3（英語版）
  - FC3 plus
- マルチプラットフォーム対応の複合互換機
  - レトロフリーク
  - POLYMEGA

携帯型ゲーム機

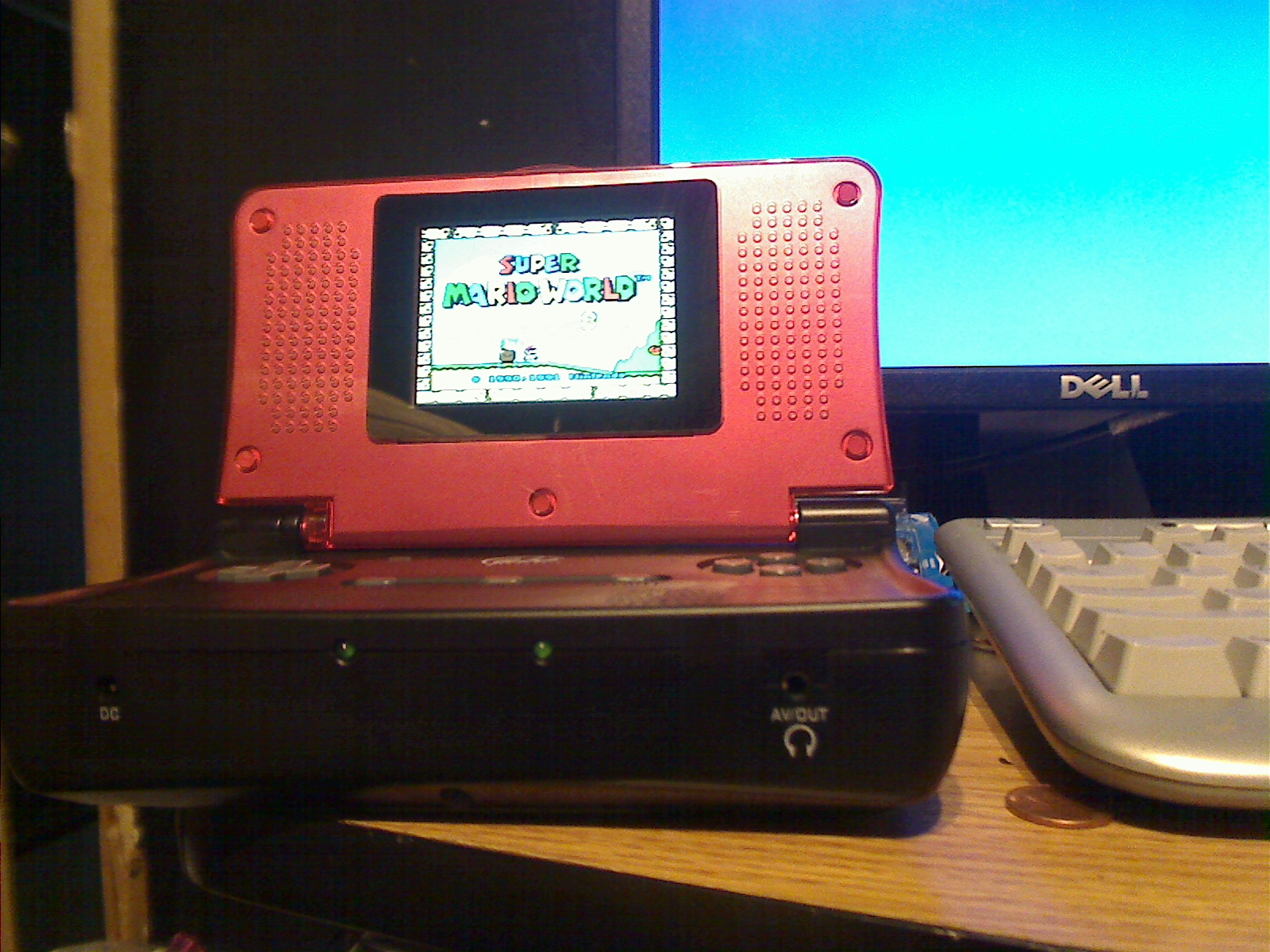
FC16 go

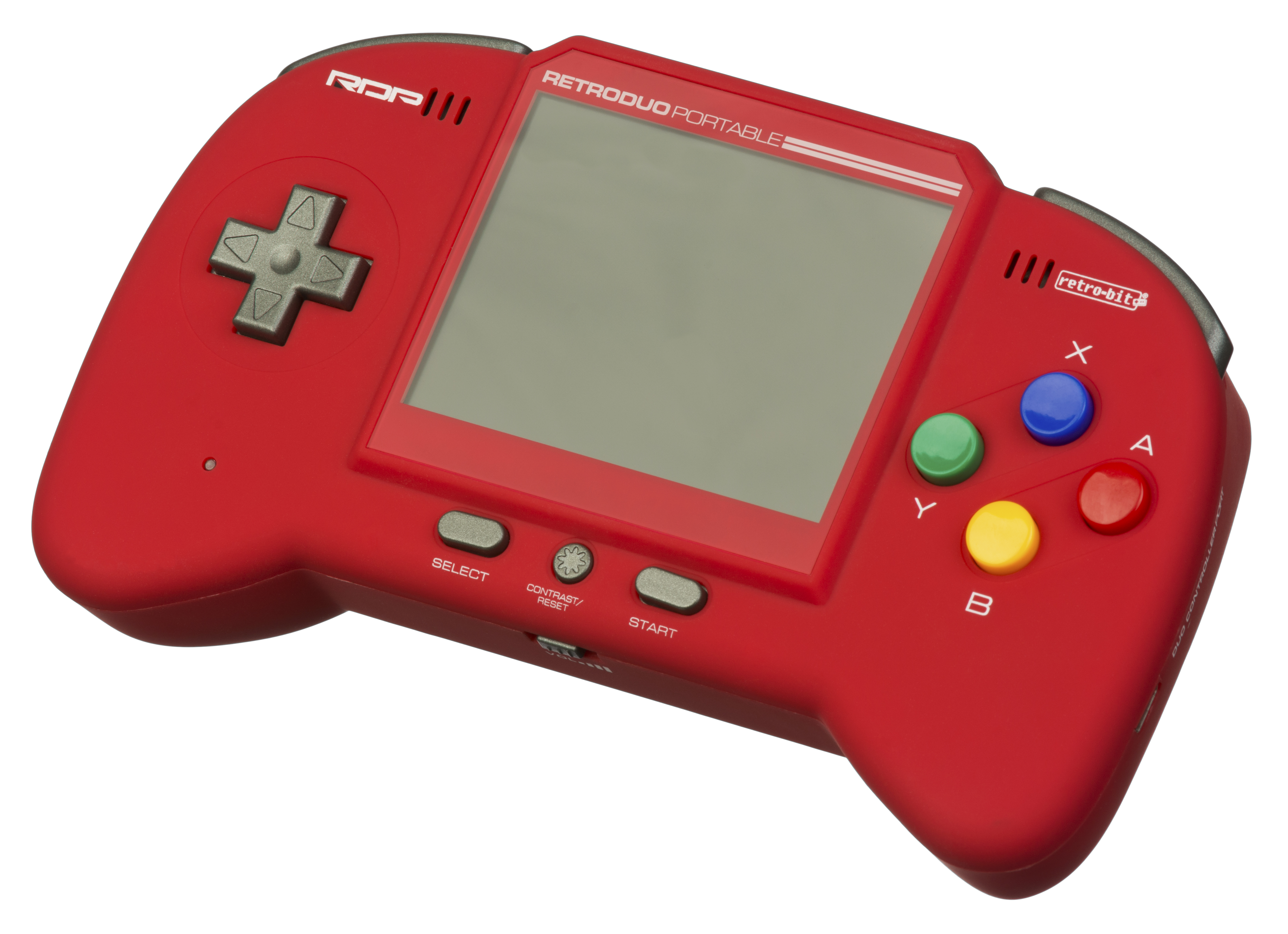
Retro Duo Portable

- 付属のケーブルをテレビに接続することで、据置型ゲーム機としても使用できる。
  - FC16 go
  - SupaBoy
  - pokeFAMI DX
  - Retro Duo Portable（英語版）